# Jouy-Mauvoisin
Pour les articles homonymes, voir Jouy et Mauvoisin.
Jouy-Mauvoisin est une commune française située dans le département des Yvelines en région Île-de-France.
Au dernier recensement de 2022, la commune comptait 564 habitants, appelés les Joyaciens.

## Géographie

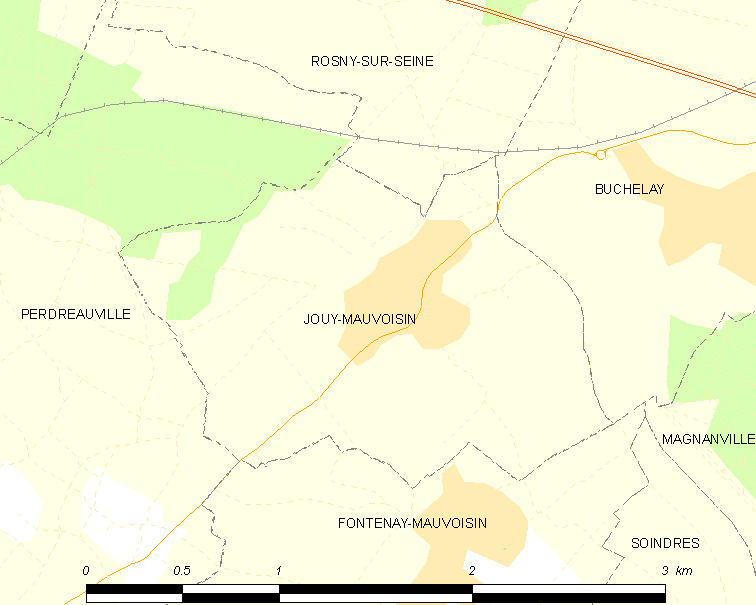
Carte de la commune.

### Situation
La commune de Jouy-Mauvoisin se situe à environ sept kilomètres au sud-ouest de Mantes-la-Jolie et 60 km à l'ouest de Paris.
Le territoire communal s'étend sur le versant sud de la vallée de la Seine, débordant au sud sur le plateau agricole du Mantois à environ 140 mètres d'altitude et descendant vers le nord jusqu'à 60 mètres d'altitude. Il est entaillé par un vallon encaissé ouvert vers le nord dans lequel s'est développé le village.
Ce territoire rural à près de 90 % est essentiellement consacrée à la grande agriculture céréalière. Les bois recouvrent environ 10 % de la surface totale. L'habitat, groupé dans le bourg au centre de la commune, est constitué de maisons individuelles dans l'ensemble assez récentes.

### Communes limitrophes
La commune est limitrophe de Buchelay au nord-est, Fontenay-Mauvoisin au sud-est, de Perdreauville à l'ouest et de Rosny-sur-Seine au nord-est.

### Voies de communication et transports
Les communications sont assurées par la route D 110 qui relie Mantes-la-Ville à Bréval. Cette route permet de rejoindre l'échangeur de Mantes-Ouest sur l'autoroute de Normandie à seulement trois kilomètres au nord-est du village.
La commune est traversée par un sentier de grande randonnée, le GR 26 qui longe la limite nord du village.

### Climat
Pour des articles plus généraux, voir Climat de l'Île-de-France et Climat des Yvelines.
En 2010, le climat de la commune est de type climat océanique dégradé des plaines du Centre et du Nord, selon une étude du CNRS s'appuyant sur une série de données couvrant la période 1971-2000. En 2020, Météo-France publie une typologie des climats de la France métropolitaine dans laquelle la commune est exposée à un climat océanique et est dans la région climatique Sud-ouest du bassin Parisien, caractérisée par une faible pluviométrie, notamment au printemps (120 à 150 mm) et un hiver froid (3,5 °C).
Pour la période 1971-2000, la température annuelle moyenne est de 10,6 °C, avec une amplitude thermique annuelle de 13,8 °C. Le cumul annuel moyen de précipitations est de 681 mm, avec 10,5 jours de précipitations en janvier et 7,9 jours en juillet. Pour la période 1991-2020, la température moyenne annuelle observée sur la station météorologique la plus proche, située sur la commune de Magnanville à 3 km à vol d'oiseau, est de 11,6 °C et le cumul annuel moyen de précipitations est de 641,5 mm,. Pour l'avenir, les paramètres climatiques de la commune estimés pour 2050 selon différents scénarios d'émission de gaz à effet de serre sont consultables sur un site dédié publié par Météo-France en novembre 2022.
| Mois                                  | jan.             | fév.           | mars          | avril         | mai           | juin          | jui.         | août           | sep.          | oct.          | nov.            | déc.             | année      |
| ------------------------------------- | ---------------- | -------------- | ------------- | ------------- | ------------- | ------------- | ------------ | -------------- | ------------- | ------------- | --------------- | ---------------- | ---------- |
| Température minimale moyenne (°C)     | 1,7              | 1,8            | 3,6           | 5,5           | 8,6           | 11,6          | 13,4         | 13,6           | 10,9          | 8,6           | 4,8             | 2,3              | 7,2        |
| Température moyenne (°C)              | 4,3              | 5,1            | 7,8           | 10,7          | 13,9          | 17,2          | 19,5         | 19,5           | 16,2          | 12,5          | 7,7             | 4,8              | 11,6       |
| Température maximale moyenne (°C)     | 6,8              | 8,4            | 12,1          | 15,8          | 19,1          | 22,8          | 25,5         | 25,3           | 21,4          | 16,5          | 10,7            | 7,2              | 16         |
| Record de froid (°C) date du record   | −12,7 01.01.1997 | −12,3 07.02.12 | −8,5 13.03.13 | −3,2 06.04.21 | −0,7 06.05.19 | 3,3 01.06.06  | 6,6 16.07.12 | 5,8 28.08.1998 | 2,4 30.09.18  | −3,5 28.10.03 | −8,2 24.11.1998 | −10,1 29.12.1996 | −12,7 1997 |
| Record de chaleur (°C) date du record | 15,5 27.01.03    | 20,5 27.02.19  | 25,6 31.03.21 | 28,4 20.04.18 | 31,2 27.05.05 | 37,7 27.06.11 | 42 25.07.19  | 40,4 12.08.03  | 35,5 08.09.23 | 29,5 03.10.11 | 20,9 01.11.14   | 16,9 07.12.00    | 42 2019    |
| Précipitations (mm)                   | 48,5             | 47,7           | 48,4          | 42,5          | 62,1          | 53,9          | 51,5         | 56,5           | 40,9          | 65,3          | 57              | 67,2             | 641,5      |

## Urbanisme

### Typologie
Au 1er janvier 2024, Jouy-Mauvoisin est catégorisée commune rurale à habitat dispersé, selon la nouvelle grille communale de densité à sept niveaux définie par l'Insee en 2022.
Elle est située hors unité urbaine. Par ailleurs la commune fait partie de l'aire d'attraction de Paris, dont elle est une commune de la couronne,. Cette aire regroupe 1 929 communes,.

### Lieux-dits et écarts
La commune compte un certain nombre de lieux-dits administratifs répertoriés consultables ici dont le Pavillon et le Chapon.

### Occupation des solssimplifiée
Le territoire de la commune se compose en 2017 de 88,84 % d'espaces agricoles, forestiers et naturels, 2,66 % d'espaces ouverts artificialisés et 8,49 % d'espaces construits artificialisés.

## Toponymie
Attestée sous les formes Joiacum au XIIIe siècle vers 1250, Joyacum, Joy en 1266, devint Joy-Mauvoisin, Joy-Mauvoisin-les-Mantes, Joiacum-Mauvoisin en 1351 et enfin Jouy-Mauvoisin.
Le nom de Jouy correspond au type toponymique gallo-roman Gaudiacum, comme la plupart des Jouy, Joué, Gouy, Gaugeac, etc. composé du nom de personne chrétien Gaudius (du latin gaudium, gaudia > joie) et du suffixe de propriété -acum et du surnom de la famille Mauvoisin, une très ancienne famille de seigneurs de Rosny.

## Histoire
Ce village est un ancien fief de la famille des Mauvoisin.
Il aurait été brûlé par les Anglo-Normands du roi Henri II en lutte contre le roi de France, Philippe-Auguste, en 1188.

## Politique et administration

### Liste des maires
| Période                                  | Période   | Identité       | Étiquette | Qualité |
| ---------------------------------------- | --------- | -------------- | --------- | ------- |
| Les données manquantes sont à compléter. |           |                |           |         |
| juin 1983                                | mars 2008 | Jacques Béhot  | DVG       |         |
| mars 2008                                | En cours  | Alain Bertrand |           |         |

### Instances administratives et judiciaires
La commune de Jouy-Mauvoisin appartient au canton de Bonnières-sur-Seine et est rattachée à la communauté urbaine Grand Paris Seine et Oise (GPS&O).
Sur le plan électoral, la commune est rattachée à la neuvième circonscription des Yvelines, circonscription à dominante rurale du Nord-Ouest des Yvelines.
Sur le plan judiciaire, Jouy-Mauvoisin fait partie de la juridiction d’instance de Mantes-la-Jolie et, comme toutes les communes des Yvelines, dépend du tribunal de grande instance ainsi que de tribunal de commerce sis à Versailles,.

## Population et société

### Démographie

#### Évolution démographique
L'évolution du nombre d'habitants est connue à travers les recensements de la population effectués dans la commune depuis 1793. Pour les communes de moins de 10 000 habitants, une enquête de recensement portant sur toute la population est réalisée tous les cinq ans, les populations de référence des années intermédiaires étant quant à elles estimées par interpolation ou extrapolation. Pour la commune, le premier recensement exhaustif entrant dans le cadre du nouveau dispositif a été réalisé en 2005.

En 2022, la commune comptait 564 habitants, en évolution de +1,81 % par rapport à 2016 (Yvelines : +2,72 %, France hors Mayotte : +2,11 %).
| 1793 | 1800 | 1806 | 1821 | 1831 | 1836 | 1841 | 1846 | 1851 |
| ---- | ---- | ---- | ---- | ---- | ---- | ---- | ---- | ---- |
| 200  | 210  | 205  | 184  | 187  | 169  | 161  | 147  | 138  |

| 1856 | 1861 | 1866 | 1872 | 1876 | 1881 | 1886 | 1891 | 1896 |
| ---- | ---- | ---- | ---- | ---- | ---- | ---- | ---- | ---- |
| 120  | 119  | 109  | 107  | 95   | 78   | 80   | 80   | 78   |

| 1901 | 1906 | 1911 | 1921 | 1926 | 1931 | 1936 | 1946 | 1954 |
| ---- | ---- | ---- | ---- | ---- | ---- | ---- | ---- | ---- |
| 70   | 76   | 75   | 109  | 121  | 126  | 100  | 108  | 146  |

| 1962 | 1968 | 1975 | 1982 | 1990 | 1999 | 2005 | 2006 | 2010 |
| ---- | ---- | ---- | ---- | ---- | ---- | ---- | ---- | ---- |
| 149  | 193  | 277  | 306  | 500  | 505  | 525  | 524  | 553  |

| 2015 | 2020 | 2022 | - | - | - | - | - | - |
| ---- | ---- | ---- | - | - | - | - | - | - |
| 556  | 559  | 564  | - | - | - | - | - | - |

#### Pyramide des âges
En 2018, le taux de personnes d'un âge inférieur à 30 ans s'élève à 33,3 %, soit en dessous de la moyenne départementale (38 %). À l'inverse, le taux de personnes d'âge supérieur à 60 ans est de 29,4 % la même année, alors qu'il est de 21,7 % au niveau départemental.
En 2018, la commune comptait 270 hommes pour 286 femmes, soit un taux de 51,44 % de femmes, légèrement supérieur au taux départemental (51,32 %).
Les pyramides des âges de la commune et du département s'établissent comme suit.
| Hommes | Classe d’âge | Femmes |
| ------ | ------------ | ------ |
| 0,0    | 90 ou +      | 1,0    |
| 7,7    | 75-89 ans    | 6,9    |
| 19,9   | 60-74 ans    | 22,9   |
| 24,7   | 45-59 ans    | 24,0   |
| 14,4   | 30-44 ans    | 11,8   |
| 19,2   | 15-29 ans    | 14,6   |
| 14,0   | 0-14 ans     | 18,8   |

| Hommes | Classe d’âge | Femmes |
| ------ | ------------ | ------ |
| 0,6    | 90 ou +      | 1,4    |
| 6      | 75-89 ans    | 7,8    |
| 13,5   | 60-74 ans    | 14,8   |
| 20,7   | 45-59 ans    | 20,1   |
| 19,6   | 30-44 ans    | 19,9   |
| 18,5   | 15-29 ans    | 16,8   |
| 21,2   | 0-14 ans     | 19,2   |

## Économie
Commune résidentielle et agricole.

## Culture locale et patrimoine

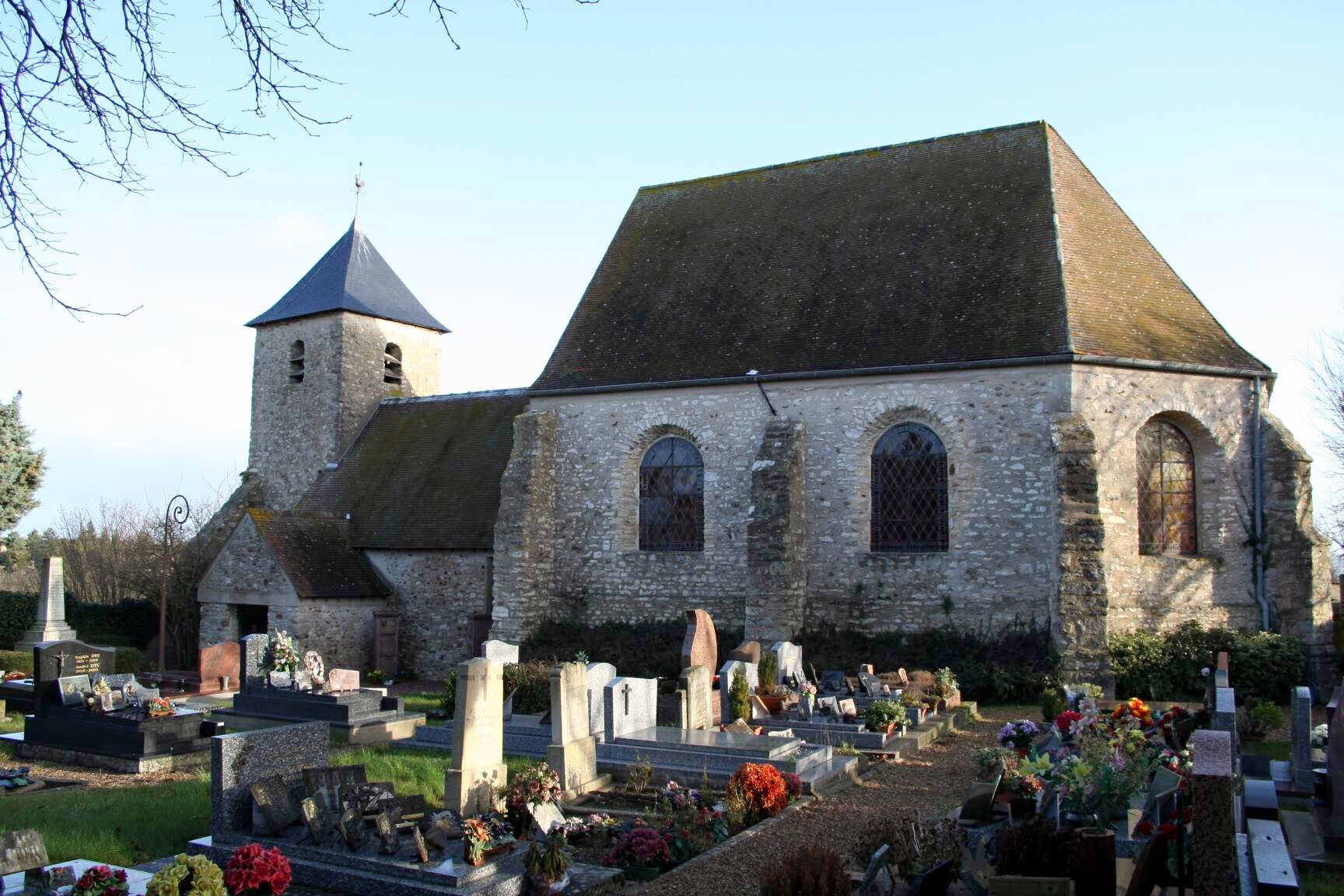
L'église Sainte-Foy.

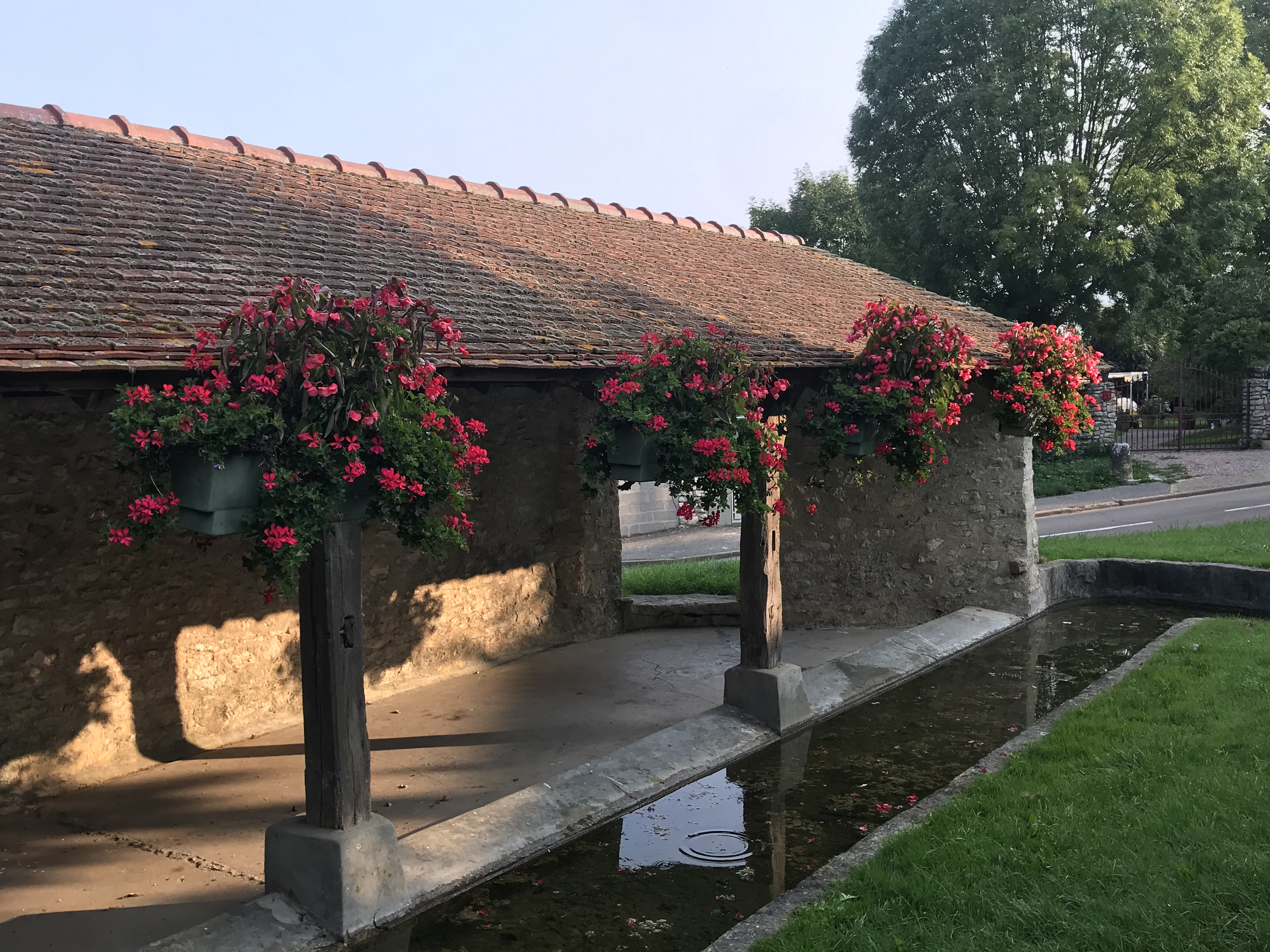
Le lavoir.

### Lieux et monuments
- Église Sainte-Foi, édifice du XIIe siècle, avec un clocher carré du XVIe siècle. Cette église a été restaurée après avoir été endommagée pendant la Seconde Guerre mondiale.
- Lavoir alimenté par une source et doté d'un toit en tuile sur une charpente en bois (XIXe siècle)

La ville participe au concours des villes et villages fleuris et possède deux fleurs une acquise en 2004 et l'autre en 2014.